# Eyüp Sultan-moskee
De Eyüp Sultan-moskee is een moskee in het (gelijknamige) district Eyüp in de Turkse stad Istanboel. De moskee is gebouwd bij het mausoleum van Abu Ayyub al-Ansari, metgezel van de profeet Mohammed en vaandeldrager in diens leger. Daarom is de moskee, hoewel zeker niet de grootste, voor sommige moslims wel de meest heilige plek in Istanbul. Het mausoleum trekt jaarlijks vele pelgrims.
Ayyub al-Ansari (het Arabische Ayyub wordt naar het Turks als Eyüp vertaald, in het Nederlands is de naam Job vergelijkbaar) was volgens de overlevering aanwezig bij de eerste islamitische belegering van Constantinopel (zoals Istanbul vroeger heette) door de Omajjaden in 668 en 669. Daarbij is hij omgekomen voor de stadsmuren. Volgens sommige bronnen stond er al in de Byzantijnse tijd een klein heiligdom op de bewuste plek, duidelijk is in ieder geval dat daar in 1453, toen de Ottomaanse sultan Mehmet II Constantinopel innam, niets meer van overeind stond.
De leraar van de sultan, Akşemseddin, zou vervolgens in een droom de exacte locatie hebben gevonden, waarop Mehmet II in 1458 een mausoleum en een moskeecomplex (een zogenaamde kulliye) liet bouwen. Het complex bevatte behalve een moskee een medresse, een hamam en een gaarkeuken voor de armen. Tijdens de aardbeving van 1776 werd de moskee vrijwel vernietigd. Op bevel van sultan Selim III werd een nieuwe moskee gebouwd die in 1800 klaar kwam voor gebruik.
De moskee heeft twee minaretten en een koepel die 17,5 meter in diameter groot is.
Het opvallendste en belangrijkste gebouw in het complex is het mausoleum, dat achthoekig van vorm is en een eigen koepel heeft. De buiten- en binnenmuren zijn bekleed met groen-blauwe Iznik-tegels. Voor de grote sarcofaag staan drie enorme zilveren schilden.
Tegenwoordig staat van het complex behalve de moskee en het mausoleum alleen nog de hamam overeind. De omgeving van het heiligdom is bezaaid met graven, omdat de omgeving van het mausoleum als een gunstige plaats voor een graf werd en wordt beschouwd.